# Leslie Bader
Leslie Elisabeth Corbett Bader (* 10. November 1963 in Monroe) ist eine ehemalige US-amerikanische Eisschnellläuferin.

## Werdegang
Bader wurde im Jahr 1986 US-amerikanische Meisterin im Kleinen Mehrkampf und nahm in der Saison 1985/86 in Inzell erstmals am Eisschnelllauf-Weltcup teil. Dort kam sie auf den 28. Platz über 500 m, auf den 21. Rang über 1500 m und auf den 21. Platz über 1000 m. In der Saison 1986/87 erreichte sie mit 12 Top-Zehn-Platzierungen, darunter jeweils Platz drei über 1500 m und 3000 m in Lake Placid, den vierten Platz im Weltcup über 3000/5000 m und den dritten Rang im Weltcup über 1500 m. Zudem lief sie bei der Mehrkampfweltmeisterschaft 1987 in West Allis auf den 13. Platz im Kleinen Vierkampf und bei der Sprintweltmeisterschaft 1987 in Québec auf den 24. Rang. In der Saison 1987/88 startete sie in Davos letztmals im Weltcup, wobei sie den 18. Platz über 3000 m und den 15. Platz über 1000 m errang und kam bei der Sprintweltmeisterschaft 1988 in West Allis auf den 15. Platz. Beim Saisonhöhepunkt, den Olympischen Winterspielen 1988 in Calgary, belegte sie den 23. Platz über 500 m, den 20. Rang über 3000 m, den zehnten Platz über 1500 m und den siebten Platz über 1000 m. Letztmals international startete sie bei der Mehrkampfweltmeisterschaft 1988 in Skien, wobei sie den neunten Platz im Kleinen Vierkampf errang.

## Erfolge

### Olympische Spiele
- 1988 Calgary: 7. Platz 1000 m, 10. Platz 1500 m, 20. Platz 3000 m, 23. Platz 500 m

### Mehrkampf-Weltmeisterschaften
- 1987 West Allis: 13. Platz Kleiner Vierkampf
- 1988 Skien: 9. Platz Kleiner Vierkampf

### Sprint-Weltmeisterschaften
- 1987 Québec: 24. Platz Sprint-Mehrkampf
- 1988 West Allis: 15. Platz Sprint-Mehrkampf

## Persönliche Bestleistungen
| Disziplin | Zeit        | Datum             | Ort     |
| --------- | ----------- | ----------------- | ------- |
| 500 m     | 41,57 s     | 13. Februar 1988  | Calgary |
| 1000 m    | 1:21,09 min | 13. Februar 1988  | Calgary |
| 1500 m    | 2:05,53 min | 13. Februar 1988  | Calgary |
| 3000 m    | 4:27,32 min | 12. November 1988 | Calgary |
| 5000 m    | 7:54,10 min | 20. November 1988 | Calgary |